# Joy Behar
Josephine Victoria " Joy " Behar ( /ˈbeɪhɑːr/ ; née Occhiuto ) é uma comediante, apresentadora de televisão, atriz e escritora americana . Ela co-apresenta o talk show diurno da ABC The View, onde ela é a única palestrante original que ainda aparece regularmente. Ela apresentou o The Joy Behar Show na HLN de 2009 a 2011 e Joy Behar: Say Anything! na TV Atual, de 2012 até o canal mudar de formato em agosto de 2013. O último talk show semanal de Behar, Late Night Joy, foi ao ar no TLC em 2015. Ela também escreveu The Great Gasbag: An A-Z Study Guide to Surviving Trump World .

## Vida pregressa
Behar nasceu Josephine Victoria Occhiuto em 1942 em Williamsburg, Brooklyn, o único filho de uma família católica romana de ascendência italiana . Sua mãe, Rose ( nascida Carbone), era costureira, e seu pai, Gino Occhiuto, era motorista de caminhão da Coca-Cola . Behar obteve um bacharelado em sociologia pelo Queens College em 1964 e um mestrado em educação inglesa pela Stony Brook University em 1966. Do final dos anos 1960 ao início dos anos 1970, ela ensinou inglês em Long Island na Lindenhurst Senior High School em Lindenhurst, Nova York . Ela estudou atuação no HB Studio .

## Carreira

### Início de carreira
Behar começou sua carreira no show business no início dos anos 1980 como recepcionista e depois produtora no Good Morning America .
Ela era uma comediante de stand-up e fez aparições no Good Morning America da ABC e no The New Show, um projeto de curta duração da NBC de Lorne Michaels . Em 1987, ela apresentou um talk show de variedades na Lifetime Television chamado Way Off Broadway, que incluiu Larry David como escritor e artista. Ela também apresentou o programa Live from Queens ; foi um regular no Baby Boom da NBC; e continuou a trabalhar no circuito de clubes de comédia. Ela teve pequenos papéis no cinema, incluindo Cookie, This Is My Life e Manhattan Murder Mystery . Na rádio WABC, ela apresentou um talk-show e fez aparições nos especiais de comédia da HBO One Night Stand e Women of the Night 2 .

### A vista

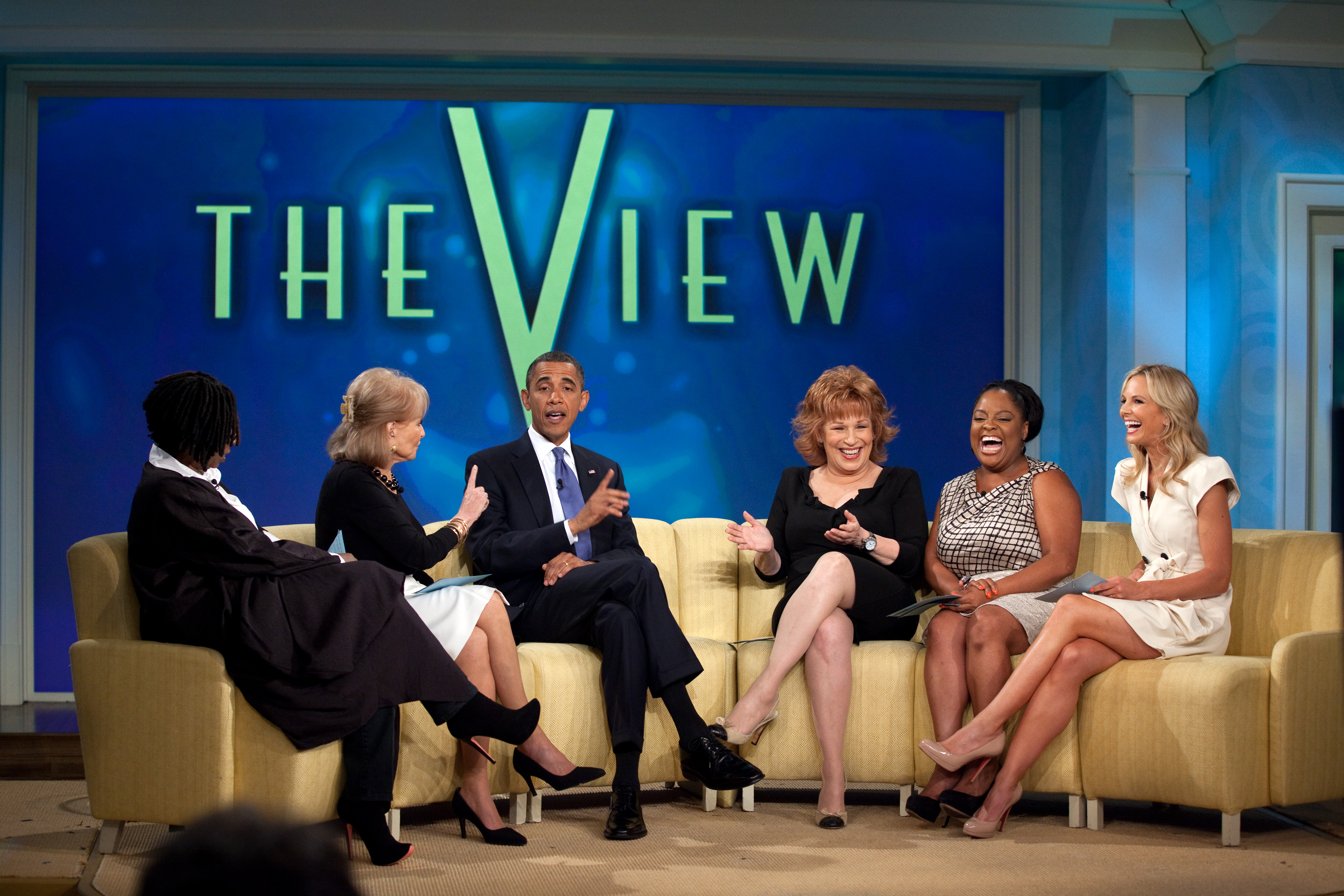
O painel ' The View (esquerda-direita Whoopi Goldberg, Barbara Walters, Behar, Sherri Shepherd e Elisabeth Hasselbeck) entrevista o presidente dos EUA, Barack Obama, em 29 de julho de 2010

Em 1997, Behar tornou-se um dos palestrantes originais do talk show diurno da ABC The View, que foi co-criado por Barbara Walters . Behar originalmente aparecia apenas nos dias em que Walters estava de folga, mas acabou se tornando uma co-apresentadora permanente. Behar ocasionalmente apresentava um segmento chamado "Joy's Comedy Corner", no qual ela apresentava comediantes estabelecidos e promissores.
Em agosto de 2009, Behar e os outros co-apresentadores, Whoopi Goldberg, Elisabeth Hasselbeck, Sherri Shepherd e Barbara Walters, ganharam o Daytime Emmy Award de Melhor Apresentador de Talk Show após mais de uma década de indicações para o programa.
Em 7 de março de 2013, foi anunciado que Behar deixaria o show no final da temporada atual. Ela disse ao Deadline : "Parecia a hora certa. . . Você chega a um ponto em que diz a si mesmo: 'Quero continuar fazendo isso?' Há outras coisas no meu prato que eu quero fazer — Eu tenho escrito uma peça, tenho negligenciado minha luta em pé". Seu último show foi em 9 de agosto de 2013, no qual o programa encenou uma homenagem ao estilo " This is Your Life " a Behar.
Depois de partir em 2013, Behar continuou como co-anfitrião convidado ao longo de 2014 e 2015. Em 25 de agosto de 2015, a ABC anunciou que Behar retornaria como co-apresentador regular a partir da estreia da 19ª temporada em 8 de setembro de 2015. Behar foi citado dizendo: "Justamente quando eu pensei que estava fora, eles me puxaram de volta. Além disso, Steve estava cansado de aplaudir toda vez que eu dava minha opinião. Mas estou feliz por estar de volta em casa. E estou ansioso para colocar meus dois centavos nos tópicos quentes, especialmente agora que Hillary e Donald estão no centro das atenções."
Durante uma discussão sobre o 89º concurso Miss America em 2015, Behar fez referência ao traje da concorrente Kelley Johnson durante seu monólogo e questionou por que ela estava usando "um estetoscópio de médico". A observação de Behar, além da colega co-apresentadora Michelle Collins ', resultou em uma reação imediata nas mídias sociais da profissão de enfermagem, incluindo a hashtag #NursesUnite. Behar e Collins mais tarde abordaram a controvérsia no ar. Consequentemente, várias empresas retiraram seus patrocínios da série.
Em 2018, ao analisar os comentários da personalidade televisiva Omarosa em relação à religiosidade do vice-presidente dos EUA, Mike Pence, Behar afirmou: “Uma coisa é falar com Jesus, outra é quando Jesus fala com você. Isso se chama doença mental, se não estiver certo, ouvir vozes." A organização de análise de conteúdo Media Research Center lançou posteriormente uma campanha exigindo um pedido de desculpas de Behar e pedindo aos espectadores que fizessem o mesmo, resultando em 40.000 ligações para a ABC, bem como 6.000 reclamações para os anunciantes do programa. O próprio Pence respondeu e acusou o show de expressar "intolerância religiosa". O CEO da Walt Disney Company, Bob Iger, afirmou mais tarde que Behar se desculpou diretamente com Pence. Em 13 de março, ela emitiu um pedido de desculpas no ar, afirmando: "Acho que o vice-presidente Pence está certo; fui criada para respeitar a fé religiosa de todos e fiquei aquém disso. Eu sinceramente peço desculpas pelo que eu disse."

### Show de Joy Behar
A partir de 2007, ela ocasionalmente ocupou o cargo de apresentadora convidada no Larry King Live . Em 11 de junho de 2009, Behar anunciou que apresentaria seu próprio programa de notícias/conversas no HLN da CNN a partir do outono de 2009, intitulado The Joy Behar Show . Ela não deixou The View, mas trabalhou em ambos os shows simultaneamente. Apesar de supostamente ser o segundo programa de maior audiência da rede, HLN decidiu cancelar o talk show depois de apenas dois anos. A transmissão final do The Joy Behar Show foi ao ar em 15 de dezembro de 2011.

### Joy Behar: Diga qualquer coisa!
Em junho de 2012, foi formalmente anunciado que Behar estaria recebendo outro talk show, Joy Behar: Say Anything!, estreia em 4 de setembro de 2012 na rede de TV Current . Antes do lançamento do novo programa, Behar começou a atuar como apresentador do programa de entrevistas Current TV de Eliot Spitzer, Viewpoint with Eliot Spitzer, começando em 18 de julho de 2012. O show terminou em agosto de 2013 devido à Current TV ser comprada pela Al Jazeera e substituída pela Al Jazeera America .

### Alegria da noite
O talk show semanal de curta duração de Behar, Late Night Joy, estreou no TLC em 4 de novembro de 2015. Cada episódio apresenta Behar tendo conversas íntimas com amigos em seu apartamento em Nova York. Foi cancelado após 5 episódios.

### Outro trabalho
Behar atuou em peças teatrais, incluindo The Food Chain, The Vagina Monologues e Love, Loss and What I Wore . Ela também se apresentou em um show de uma mulher Off-Broadway intitulado Me, My Mouth and I.
Ela escreveu vários livros, como uma coleção de ensaios humorísticos e histórias chamada Joy Shtick — Ou O que é o vácuo existencial e ele vem com anexos? e um livro infantil chamado Sheetzucacapoopoo: My Kind of Dog, publicado em 2006.
Ela apareceu na oitava temporada do Bravo 's Celebrity Poker Showdown e terminou em quarto lugar, atrás de Robin Tunney, Christopher Meloni e Macy Gray, mas à frente de Andy Dick . Ela jogou para o Fundo dos EUA para a UNICEF . Em 27 de outubro de 2017, Behar apareceu como convidado no Real Time with Bill Maher .
Behar interpretou o papel da Dra. Lucy no filme de comédia de 2011 Hall Pass . Ela também apareceu na série Amazon de Woody Allen, Crisis in Six Scenes .

## Vida pessoal
De 1965 a 1981, Behar foi casada com o professor universitário Joe Behar. Eles têm uma filha, Eve Behar Scotti. Ela tem um neto chamado Luca. Depois de 29 anos juntos, Behar se casou com Steve Janowitz em 2011.
Behar reside em The Hamptons . Ela também possui uma casa no Upper West Side de Manhattan . Ela é democrata .

## Filmografia

### Filme
| Ano  | Título                               | Função       | Notas |
| ---- | ------------------------------------ | ------------ | ----- |
| 1987 | Escondendo                           | Gertrudes    |       |
| 1989 | Bolacha                              | Dottie       |       |
| 1992 | Isto é minha vida                    | Rudy         |       |
| 1993 | Mistério do assassinato de Manhattan | Marilyn      |       |
| 1996 | Palavra 'M'                          | Carol        |       |
| 1996 | Amor é tudo que existe               | Mary         |       |
| 2009 | Madea vai para a cadeia              | Joy Behar    |       |
| 2011 | Corredor de passagem                 | Dra. Lucy    |       |
| 2012 | Era do Gelo: Deriva Continental      | Eunice (voz) |       |
| 2017 | Gilberto                             | Ela própria  |       |

### Televisão
| Ano                          | Título                            | Função             | Notas                                  |
| ---------------------------- | --------------------------------- | ------------------ | -------------------------------------- |
| 1988–1989                    | Baby Boom                         | Helga Von Haput    | 13 episódios                           |
| 1989–1990                    | É o show de Garry Shandling       | Joy Mull/Joy Smith | 2 episódios                            |
| 1990                         | A rocha                           | Joy Capedeluca     | Séries de televisão                    |
| 1991                         | Piadas                            | Ela própria        | Documentário                           |
| 1996                         | Dr. Katz, Terapeuta Profissional  | Alegria            | 2 episódios                            |
| 1997–2013 <br> 2015–presente | A vista                           | Ela própria        |                                        |
| 2000                         | Spin City                         | Joy Behar          | Episódio: The Marry Caitlin Moore Show |
| 2001                         | Buzz Lightyear do Comando Estelar | 42                 | Episódio: 42                           |
| 2005-17                      | Tempo real com Bill Maher         | Ela própria        | 4 episódios                            |
| 2007                         | Uma vida para viver               | Ela própria        |                                        |
| 2007                         | 30 Rocha                          | Joy Behar          | Episódio: Acordado a noite toda        |
| 2009                         | Betty Feia                        | Joy Behar          | Episódio: Curveball                    |
| 2016                         | Nashville                         | Joy Behar          | Episódio: Com certeza vai doer         |
| 2016                         | Crise em seis cenas               | Ana                | 3 episódios                            |
| 2018                         | Falhando                          | Joy Behar          | Episódio: Bill Burr                    |

## Palco
| Ano  | Título                                   | Função                  | Local                            | Notas  |
| ---- | ---------------------------------------- | ----------------------- | -------------------------------- | ------ |
| 1994 | Comédia esta noite                       | Artista                 | Teatro Lunt-Fontanne, Broadway   | [ 57 ] |
| 1999 | Os monólogos da vagina                   | Intérprete (substituto) | Teatro Westside, Off-Broadway    | [ 57 ] |
| 2008 | A estrada de tijolos amarelos não tomada | Artista                 | Teatro Gershwin, Broadway        | [ 58 ] |
| 2014 | Eu, minha boca e eu                      | Ela própria             | Teatro Cherry Lane, Off-Broadway | [ 59 ] |

## Prêmios e indicações
| Ano  | Prêmio                 | Categoria                                               | Trabalho indicado                | Resultado | Ref.                              |
| ---- | ---------------------- | ------------------------------------------------------- | -------------------------------- | --------- | --------------------------------- |
| 1995 | Prêmios CableACE       | Série de programação animada                            | Dr. Katz, Terapeuta Profissional | Venceu    | [ 60 ] [ carece de fonte melhor ] |
| 1998 | Prêmio Emmy Diurno     | Apresentador de talk show excepcional                   | A vista                          | Indicado  | [ 60 ] [ carece de fonte melhor ] |
| 1999 | Prêmio Emmy Diurno     | Apresentador de talk show excepcional                   | A vista                          | Indicado  | [ 60 ] [ carece de fonte melhor ] |
| 2000 | Prêmio Emmy Diurno     | Apresentador de talk show excepcional                   | A vista                          | Indicado  | [ 60 ] [ carece de fonte melhor ] |
| 2001 | Prêmio Emmy Diurno     | Apresentador de talk show excepcional                   | A vista                          | Indicado  | [ 60 ] [ carece de fonte melhor ] |
| 2002 | Prêmio Emmy Diurno     | Apresentador de talk show excepcional                   | A vista                          | Indicado  | [ 60 ] [ carece de fonte melhor ] |
| 2003 | Prêmio Emmy Diurno     | Apresentador de talk show excepcional                   | A vista                          | Indicado  | [ 60 ] [ carece de fonte melhor ] |
| 2004 | Prêmio Emmy Diurno     | Apresentador de talk show excepcional                   | A vista                          | Indicado  | [ 60 ] [ carece de fonte melhor ] |
| 2005 | Prêmio Emmy Diurno     | Apresentador de talk show excepcional                   | A vista                          | Indicado  | [ 60 ] [ carece de fonte melhor ] |
| 2006 | Prêmio Emmy Diurno     | Apresentador de talk show excepcional                   | A vista                          | Indicado  | [ 60 ] [ carece de fonte melhor ] |
| 2007 | Prêmio Emmy Diurno     | Apresentador de talk show excepcional                   | A vista                          | Indicado  | [ 60 ] [ carece de fonte melhor ] |
| 2008 | Prêmio Emmy Diurno     | Apresentador de talk show excepcional                   | A vista                          | Indicado  | [ 60 ] [ carece de fonte melhor ] |
| 2009 | Prêmio Emmy Diurno     | Apresentador de talk show excepcional                   | A vista                          | Venceu    | [ 60 ] [ carece de fonte melhor ] |
| 2010 | Prêmio Emmy Diurno     | Apresentador de talk show excepcional                   | A vista                          | Indicado  | [ 60 ] [ carece de fonte melhor ] |
| 2010 | Prêmio GLAAD de Mídia  | Prêmio Excelência em Mídia                              | —                                | Venceu    | [ 60 ] [ carece de fonte melhor ] |
| 2011 | Prêmio Emmy Diurno     | Apresentador de talk show excepcional                   | A vista                          | Indicado  | [ 60 ] [ carece de fonte melhor ] |
| 2013 | Prêmio Escolha do Povo | Apresentador de TV diurno favorito                      | A vista                          | Indicado  | [ 60 ] [ carece de fonte melhor ] |
| 2016 | Prêmio Emmy Diurno     | Apresentador de talk show de entretenimento excepcional | A vista                          | Indicado  | [ 60 ] [ carece de fonte melhor ] |
| 2017 | Prêmio Emmy Diurno     | Apresentador de talk show de entretenimento excepcional | A vista                          | Indicado  | [ 60 ] [ carece de fonte melhor ] |
| 2018 | Prêmio Emmy Diurno     | Apresentador de talk show de entretenimento excepcional | A vista                          | Indicado  | [ 60 ] [ carece de fonte melhor ] |
| 2019 | Prêmio Emmy Diurno     | Apresentador de talk show de entretenimento excepcional | A vista                          | Indicado  | [ 60 ] [ carece de fonte melhor ] |
| 2020 | Prêmio Emmy Diurno     | Apresentador de talk show informativo excepcional       | A vista                          | Indicado  | [ 61 ]                            |
| 2022 | Prêmio Emmy Diurno     | Apresentador de talk show informativo excepcional       | A vista                          | Indicado  | [ 62 ]                            |